# (21050) Beck
(21050) Beck (1990 TG2) – planetoida z grupy pasa głównego asteroid okrążająca Słońce w ciągu 4,56 lat w średniej odległości 2,75 j.a. Odkryta 10 października 1990 roku.